# Jacques Delon
Pour les articles homonymes, voir Delon.
Jacques Delon de Marouls, seigneur de Marouls et de Molezon, né le 15 décembre 1752 à Saint-André-de-Valborgne et mort le 11 juin 1815 dans cette même ville, est un avocat et homme politique français.

## Biographie
Il est le fils de Jacques Delon de Marouls, avocat au Parlement, et de Marie Anne Sevene, dame de Limouze, sœur de Raymond Sévène. Avocat au parlement de Toulouse, il devient, à la Révolution, officier municipal à Tarbes, puis administrateur du district de Saint-Hippolyte.
Il fut élu, le 7 septembre 1791, député du Gard à l'Assemblée législative, le 1er sur 8, par 277 voix sur 442 votants. Il se fit peu remarquer dans cette Assemblée et se tint à l'écart pendant la période révolutionnaire.
Il fut nommé par le gouvernement consulaire secrétaire-général des Pyrénées-Orientales, et devint, le 19 prairial an IX, sous-préfet de l'arrondissement de Perpignan.
Il épousa Marie-Anne Manoël de Nogaret, fille Pierre Manoël, seigneur de Nogaret, du Poujol et de Fontanieu, mousquetaire de la garde du Roi, et d'Anne de Rossel de Fontarèche, et cousine germaine du baron Rodolphe-Ernest de Fontarèches. Ils eurent :
- Ferdinand (1791-1871), secrétaire général de la Préfecture des Pyrénées-Orientales, marié à Espérance Buget, fille du général-baron Claude Joseph Buget ;
- Constance (1793-1844), épouse de Joseph Siméon, baron de Campredon, conseiller général de la Lozère ;
- Gabrielle (1795-1871), épouse de Casimir Coste, avocat et conseiller général du Gard, d'où le général Gustave Coste.

### Sources
- « Jacques Delon », dans Adolphe Robert et Gaston Cougny, Dictionnaire des parlementaires français, Edgar Bourloton, 1889-1891 [détail de l’édition]
- Romuald Szramkiewic, Les Régents et censeurs de la Banque de France nommés sous le Consulat et l'Empire, 1974
- Étienne Frénay, « Delon de Marouls (Jacques) », dans Nouveau Dictionnaire de biographies roussillonnaises 1789-2011, vol. 1 Pouvoirs et société, t. 1 (A-L), Perpignan, Publications de l'olivier, 2011, 699 p. (ISBN 9782908866414)